# Plein air
A plein air (kiejtése kb. „plener”) a 19. század második felétől divatba jött szabadban való festés, jellemzője a műtermi megvilágítás helyett a természetes szórt fény, a reflexszínek megjelenítése. A plein air francia kifejezés, jelentése ’nyílt levegő’. A plein air festők példaképüknek tekintették az angol tájképfestők, John Constable és William Turner mellett a barbizoni festőket is, hiszen Daubigny „műterme” már a táj volt, és Corot is érzékeltette festményein a különböző atmoszferikus jelenségeket.  Első megvalósítója többek között az angol Richard Parkes Bonington (1802-28) volt. A 19. század második felében a naturalizmusnak is volt egy plein air ága, a barbizoni iskola, Párizsban fő képviselője Jules Bastien-Lepage. A francia festészetben Édouard Manet és az impresszionizmus, a magyarban Szinyei Merse Pál, Paál László és a nagybányai iskola képviselte, de a Szolnoki Művésztelep festői is meghatározóak voltak, mint pl. Fényes Adolf, Chiovini Ferenc, Szlányi Lajos, Zombory Lajos, stb.

## Galéria

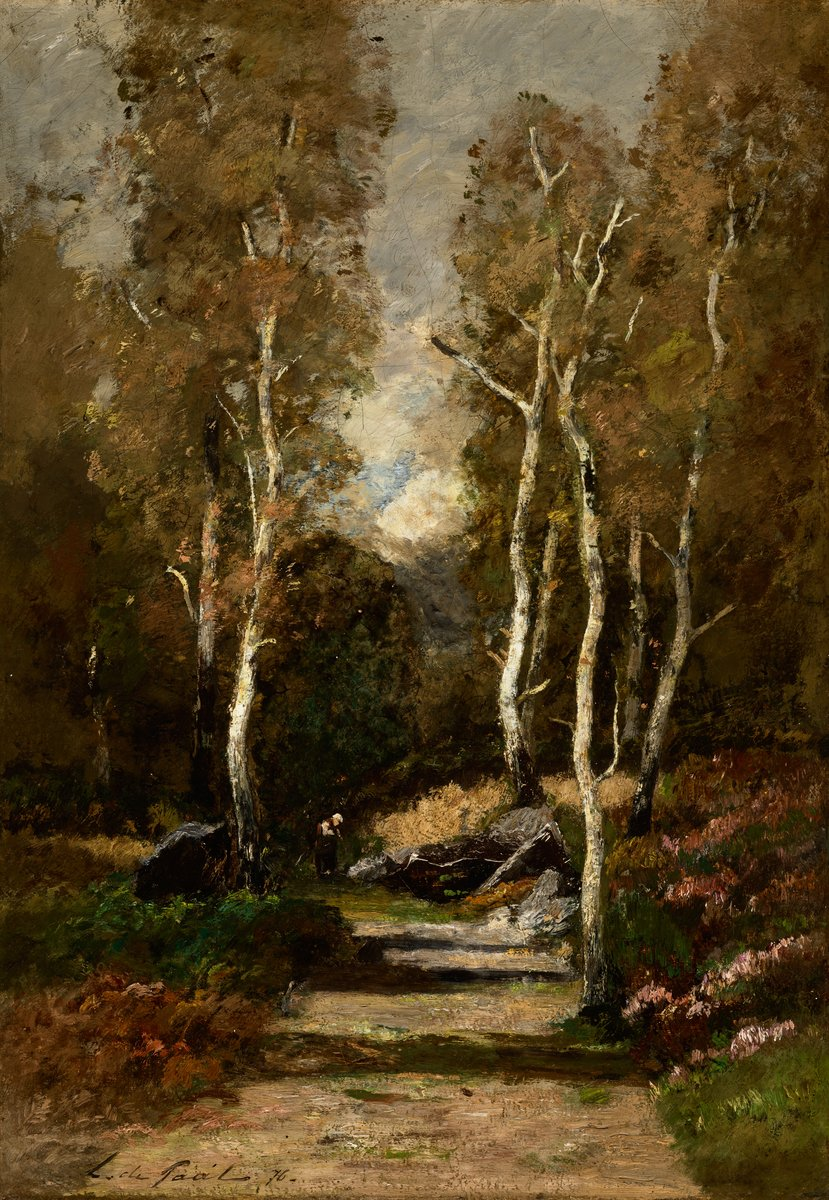
Paál László Erdei út (1876)
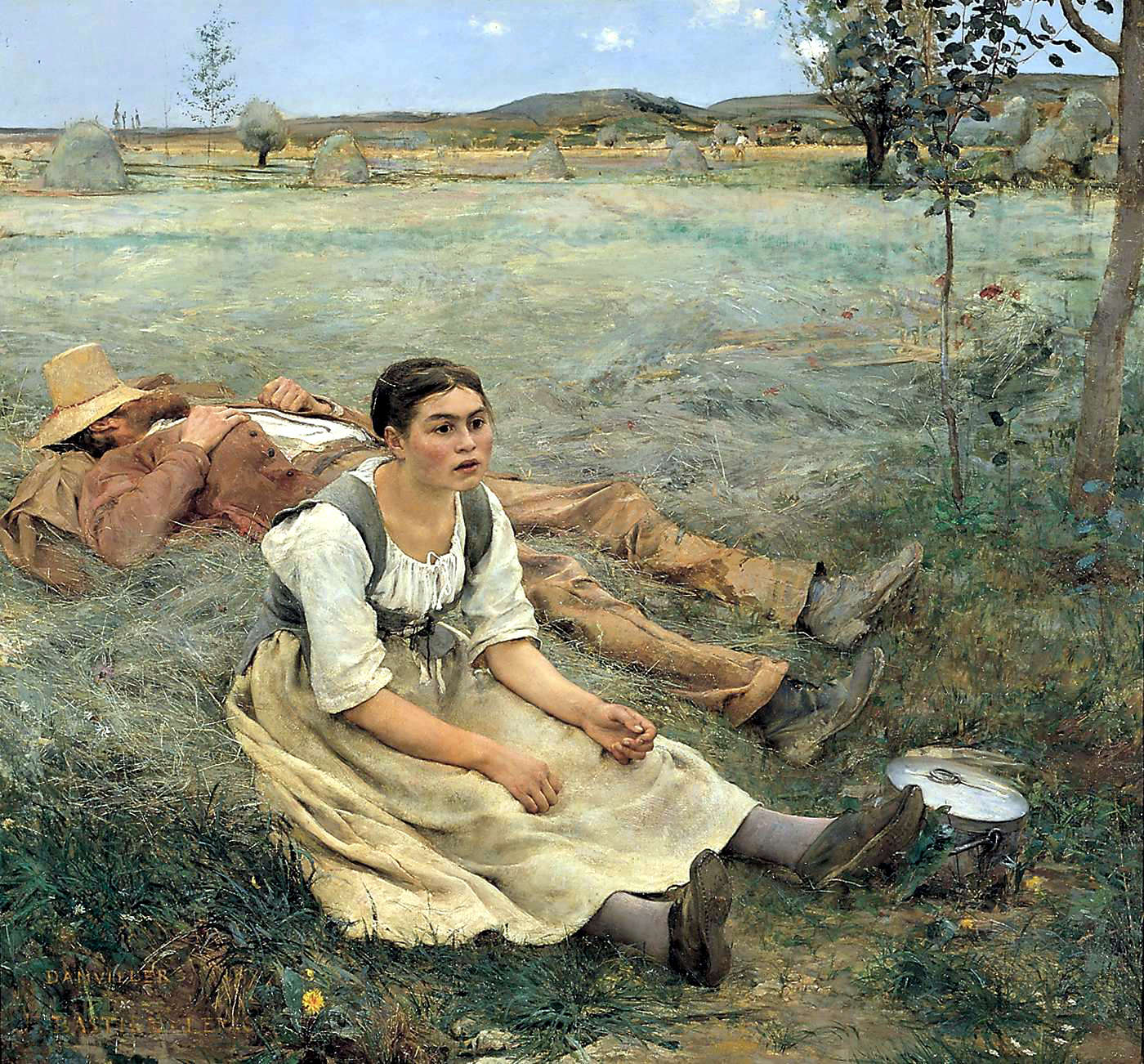
Jules Bastien-Lepage plein air festménye (1877)
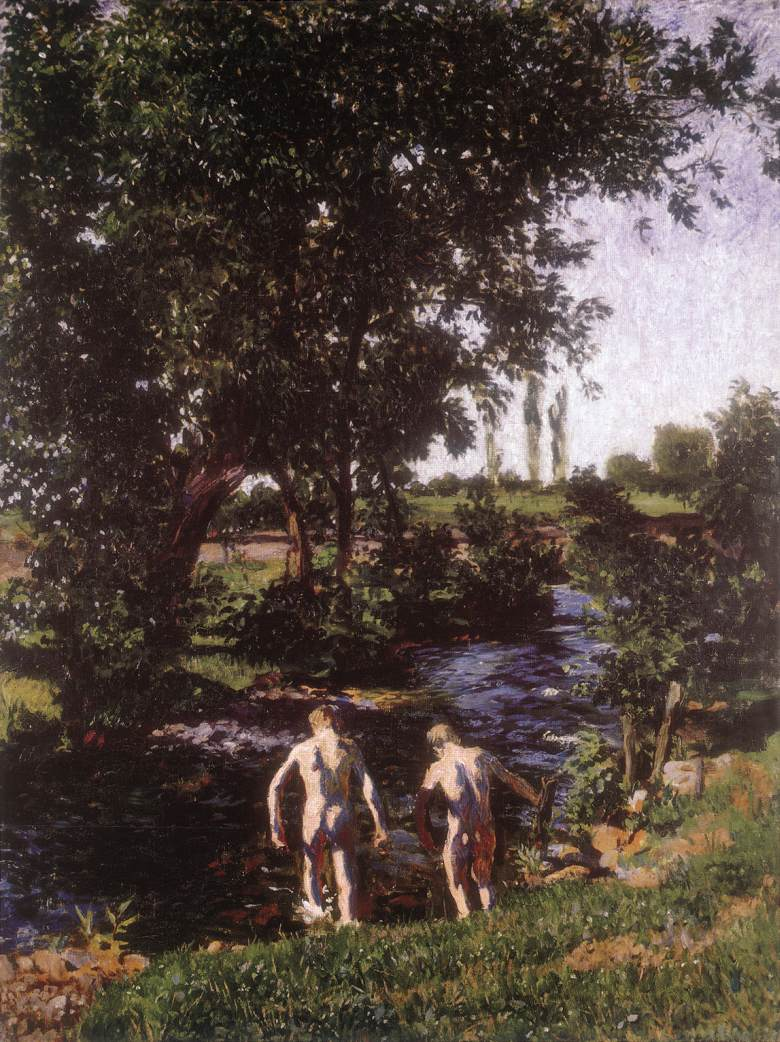
Ferenczy Károly Nyár (1901)
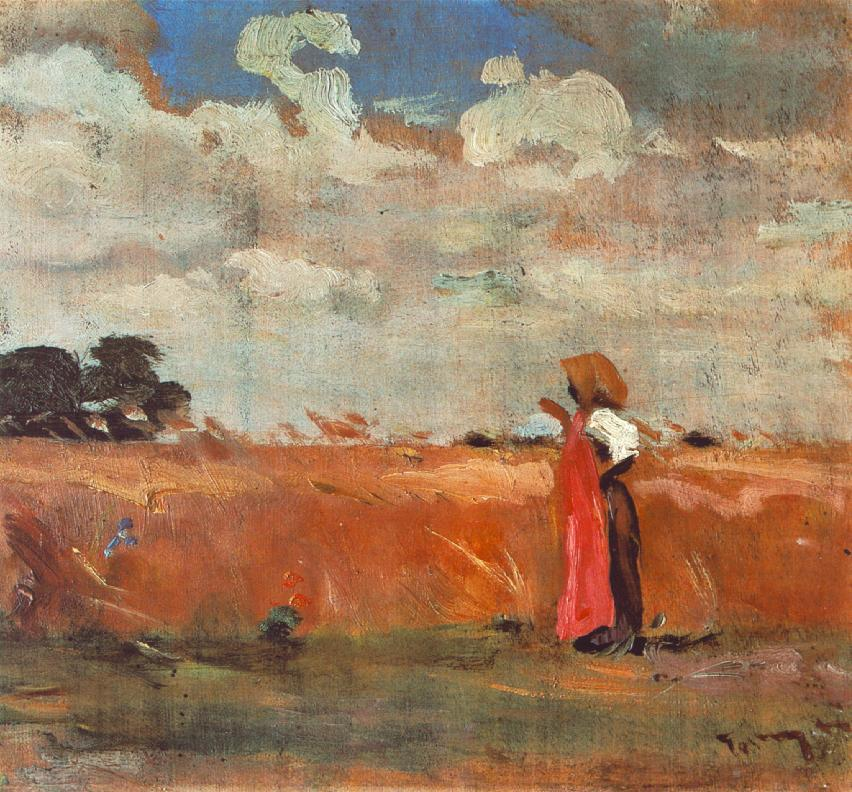
Tornyai János Búzatábla kendős nővel (1912)
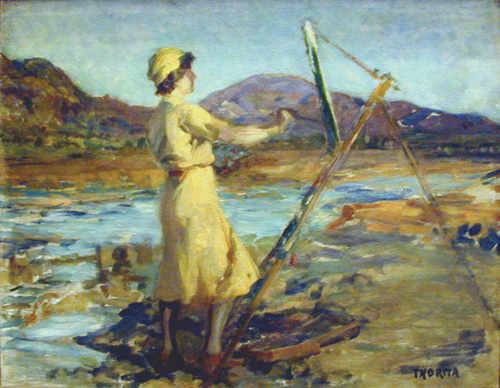
Thorma János Festőnő (1934)